# Entorsă
O entorsă, cunoscută, de asemenea, ca o ruptură de ligamente, este o leziune cauzată unuia sau mai multor ligamente ale unei articulații de executarea bruscă a unei mișcări dincolo de limitele fiziologice. Severitatea entorsei variază de la un traumatism minor, care se vindecă în câteva zile la o ruptură majoră a unuia sau mai multor ligamente ce necesită intervenție chirurgicală și o perioadă de imobilizare. Entorsele pot afecta orice fel de articulații, dar cele mai frecvente sunt cele ale gleznei și încheieturii mâinii.

## Simptome
- Durere
- Umflare
- Vânătăi
- Reducerea capacității de mișcare a membrului
- În cazul unei rupturi ligamentare, se poate auzi un pocnet
- Dificultăți în folosirea extremităților afectate

## Cauze
Entorsele apar de obicei atunci când articulația este forțată dincolo de limitele sale fiziologice.
Există anumiți factori care cresc riscul de producere a entorselor. Oboseala mușchilor, în general, duce la entorse. Atunci când o persoană începe dintr-o dată să facă exerciții fizice după ce a dus un stil de viață sedentar, entorsele apar destul de des.
Chiar dacă lipsesc studii științifice în acest sens, se crede adesea că încălzirea nu este o cauză comună a entorselor suferite de sportivi. Încălzirea are scopul de a crește fluxul de sânge și a face încheietura mai flexibilă.

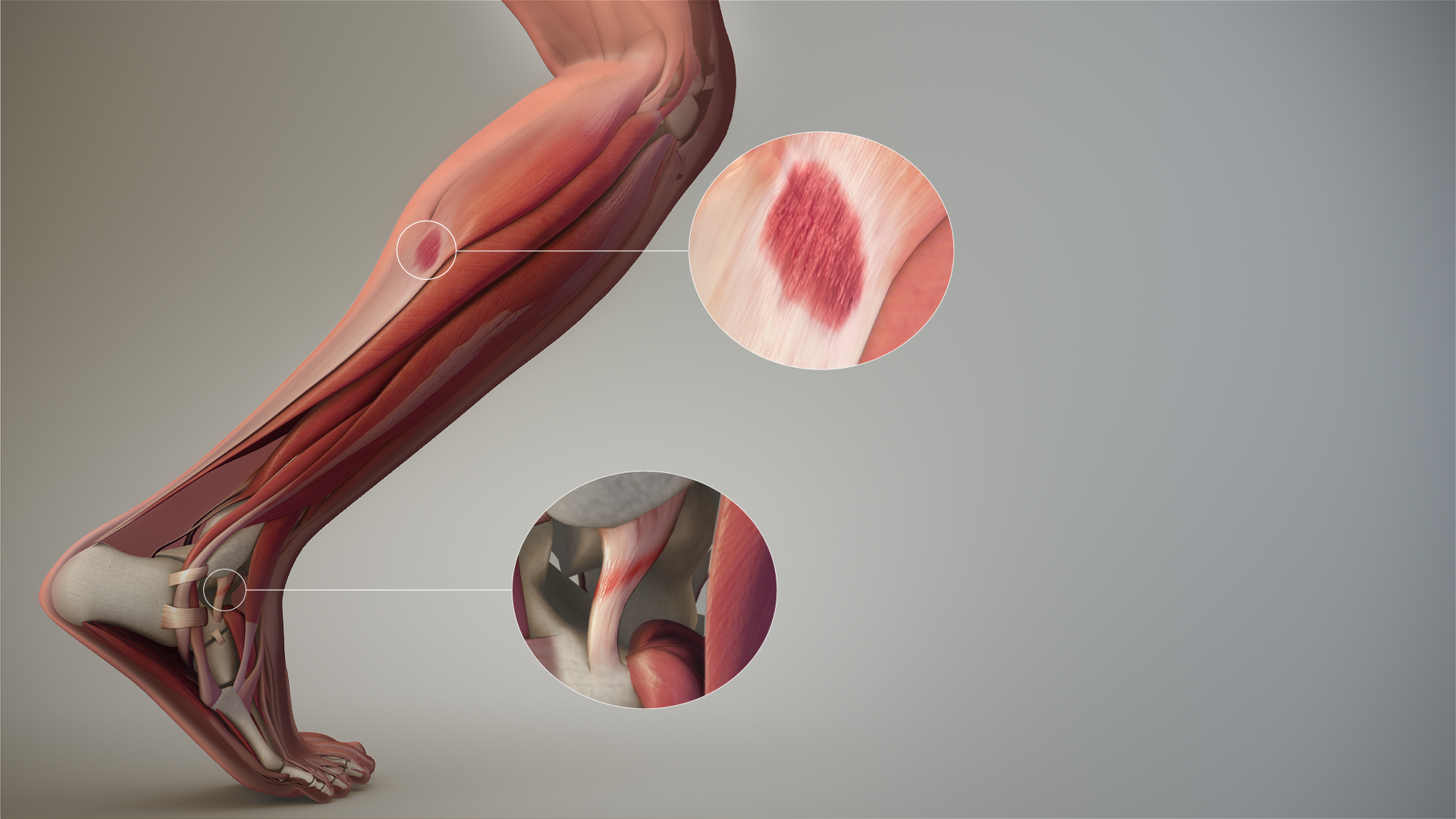
O animație medicală 3D care ilustrează o entorsă

## Diagnosticare
O diagnosticare a entorsei poate fi adesea realizată cu un grad înalt de certitudine prin examen fizic bazat pe observația clinică. În unele cazuri, expunerea articulației la razele X urmărește asigurarea personalului medical că nu există nici o fractură. În unele cazuri, în special atunci când vindecarea traumatismului are o durată mai lungă sau evoluția nu este cea așteptată, se apelează la imagistica prin rezonanță magnetică (IRM) pentru a se observa țesuturile moi și ligamentul.

### Clasificare
1. Entorsă de gradul întâi – fibrele ligamentului sunt întinse, dar intacte.
2. Entorsă de gradul doi – o rupere parțială a unui ligament, de la o treime la aproape toate fibrele sale.
3. Entorsă de gradul trei – o ruptură completă a ligamentului, uneori fiind smulsă o bucată de os.

### Articulații implicate
Deși orice articulație poate suferi o entorsă, unele dintre cele mai frecvente articulații traumatizate sunt:
- glezna. Aceasta este entorsa cea mai comună și se consideră că entorsele grave de gleznă sunt mai dureroase și necesită mai mult timp pentru vindecare chiar decât ruperea oaselor din acea zonă.[3] Vezi entorsă acută a gleznei pentru mai multe detalii.
- genunchii. Unele dintre cele mai frecvente entorse sunt cele ale ligamentului încrucișat anterior (ACL) al genunchiului. Aceste entorse sunt obișnuite mai ales în cazul sportivilor ce practică fotbalul american, fotbalul, baschetul, săritura cu prăjina, softball, baseball și unele stiluri de arte marțiale.
- ligamentele situate între vertebrele spinării
- degetele.
- încheietura mâinii.
- degetele de la picioare.

## Tratament
Primele modalități de a trata entorsa sunt odihna, aplicarea unor comprese cu gheață, bandajarea locului afectat și ridicarea membrului. Tratamentul entorselor depinde de gradul de accidentare și de articulația afectată. Pot fi folosite diferite medicamente antiinflamatorii non-steroidiene pentru a reduce durerea.
- Odihnă: Articulația forțată trebuie odihnită. Nu trebuie aplicată nici o forță suplimentară pe locul entorsei. În cazul, de exemplu, al unei glezne scrântite, mersul pe jos ar trebui să fie redus la un nivel minim.[6]
- Gheață: Trebuie aplicată imediat o compresă cu gheață pe locul entorsei pentru a micșora umflarea și durerea. Aceasta trebuie aplicată timp de 10-15 minute (o aplicare mai îndelungată a unei comprese cu gheață poate provoca daune în loc de vindecare), de 3-4 ori pe zi. Compresele cu gheață pot fi combinate cu un pansament pentru a reduce umflarea și a-l susține nemișcat.
- Bandajare: Pot fi folosite pansamente și bandaje pentru a imobiliza locul afectat și a-l susține într-o poziție nemișcată. Când se înfășoară leziunea, trebuie aplicată o presiune mai mare asupra extremităților pentru a evita ca fluidul inutil să fie pompat în vasele de sânge cu scopul de a fi reciclat. Compresia nu ar trebui să oprească circulația sângelui în membre.
- Ridicarea membrului afectat: Păstrarea articulației luxate într-o poziție ridicată (în raport cu restul corpului) va contribui, de asemenea, la micșorarea umflăturii.

Articulația ar trebui să poată fi folosită din nou destul de repede, în cazurile mai ușoare de la 1 la 3 zile după suferirea entorsei. Sunt necesare uneori exerciții speciale pentru redobândirea forței și reducerea riscului agravării leziunii. Articulația poate fi sprijinită prin bandaje ce au rolul de a o proteja de o agravare a leziunii.

### Reabilitare funcțională
Imobilizarea prelungită întârzie vindecarea entorsei, ducând, de obicei, la atrofie musculară și la rigidizarea articulației. Elementele unei strategii eficiente de reabilitare în cazurile tuturor tipurilor de entorse includ creșterea treptată a mișcării și practicarea unor exerciții de întărire musculară progresivă.